# Goljufija identitete
Goljufija identitete je kaznivo dejanje, če ena oseba uporablja podatke drugih oseb, brez dovoljenja, zavajanja ali ogoljufati nekoga drugega. Npr. goljufija identitete je uporabiti osebne podatke od druge osebe za odprtje kreditne kartice brez dovoljenja, in nato zaračunati blago na ta račun. Do goljufije identitete ne pride, če je kreditna kartica preprosto ukradena; da lahko ogoljufa potrošnike, vendar to ni goljufija identitete. Goljufija Identitete je sinonim za nezakonite spremembe identitete. To pomeni, nezakonite dejavnosti, ki uporabljajo identiteto druge osebe ali neobstoječa oseba z goljufijo.
Goljufije identitete se lahko pojavijo brez kraje identitete, kot v primeru, ko so bili goljufu dani podatki druge osebe, o identiteti iz drugih razlogov, vendar ga uporablja za goljufijo, ali če oseba, katere identiteta je uporabljena, usklajevanju z osebo, ki stori goljufijo. En primer kraje identitete je, ko je bilo vdrto v Playstation omrežje, in človek, odgovoren za to je, da podatkov o vseh, ki so imeli svoje podatke o kreditni kartici od vseh, ki je imel svoje podatke o kreditni kartici v omrežju nameščen. Tri mesece je trajalo, da odpravite težavo, ko do nje pride. Poleg tega goljufije identitete ne vključuje nujno skrivnim dogovarjanjem ali krajo osebnih podatkov; lahko vključuje tudi uporabo lažnih imen, osebnih izkaznic, ponarejenih dokumentov, in želi svojo lastno starosti preprosto "skriti" oziroma, njegovo pravo identiteto.Razlogi za to vrsto zlorabe identitete lahko vključujejo če želijo kupiti tobak ali alkohol kot mladoletna oseba, kakor tudi željo, da bi še naprej tekmovali za športne ekipe ali organizacije, in so pri tem prišli z lažnimi rojsnimi podatki, in so v resnici prestari ali mlajši.